# Weltmeisterschaften der Rhythmischen Sportgymnastik 1967
Die 3. Weltmeisterschaften der Rhythmischen Sportgymnastik fanden 1967 in Kopenhagen, Dänemark statt.
Erstmals wurde ein Mehrkampf in der Gruppe sowie Wettbewerbe mit dem Reifen und dem Seil ausgetragen.

## Ergebnisse

### Einzel-Mehrkampf
| Rang | Nation                          | Athletin         |
| ---- | ------------------------------- | ---------------- |
| 1    | Sowjetunion                     | Elena Karpuchina |
| 2    | Deutsche Demokratische Republik | Ute Lehmann      |
| 3    | Sowjetunion                     | Ljubov Sereda    |

### Gruppe-Mehrkampf
| Rang | Nation           | Athletin |
| ---- | ---------------- | --- |
| 1    | Sowjetunion      | Elena Karpuchina Ljudmila Katschkalda Maria Kutschinskaja Ljudmila Schaposchnikowa Tatjana Maschkowa Elwira Awerkowitsch |
| 2    | Tschechoslowakei | |
| 3    | Bulgarien        | |

### Übung ohne Handgerät
| Rang | Nation      | Athletin               |
| ---- | ----------- | ---------------------- |
| 1    | Sowjetunion | Ljubov Sereda          |
| 2    | Sowjetunion | Natalja Owtschinnikowa |
| 3    | Bulgarien   | Krassimira Filipowa    |
| 3    | Bulgarien   | Neschka Robewa         |

### Reifen
| Rang | Nation      | Athletin               |
| ---- | ----------- | ---------------------- |
| 1    | Bulgarien   | Maria Gigowa           |
| 2    | Sowjetunion | Elena Karpuchina       |
| 2    | Sowjetunion | Natalja Owtschinnikowa |

### Seil
| Rang | Nation                          | Athletin         |
| ---- | ------------------------------- | ---------------- |
| 1    | Tschechoslowakei                | Hana Sitnianska  |
| 2    | Sowjetunion                     | Elena Karpuchina |
| 3    | Deutsche Demokratische Republik | Ute Lehmann      |

### Medaillenspiegel
| Rang | Nation                          | Gold | Silber | Bronze | Gesamt |
| ---- | ------------------------------- | ---- | ------ | ------ | ------ |
| 1    | Sowjetunion                     | 3    | 4      | 1      | 8      |
| 2    | Tschechoslowakei                | 1    | 1      | –      | 2      |
| 3    | Bulgarien                       | 1    | –      | 3      | 4      |
| 4    | Deutsche Demokratische Republik | –    | 1      | 1      | 2      |